# Mencey

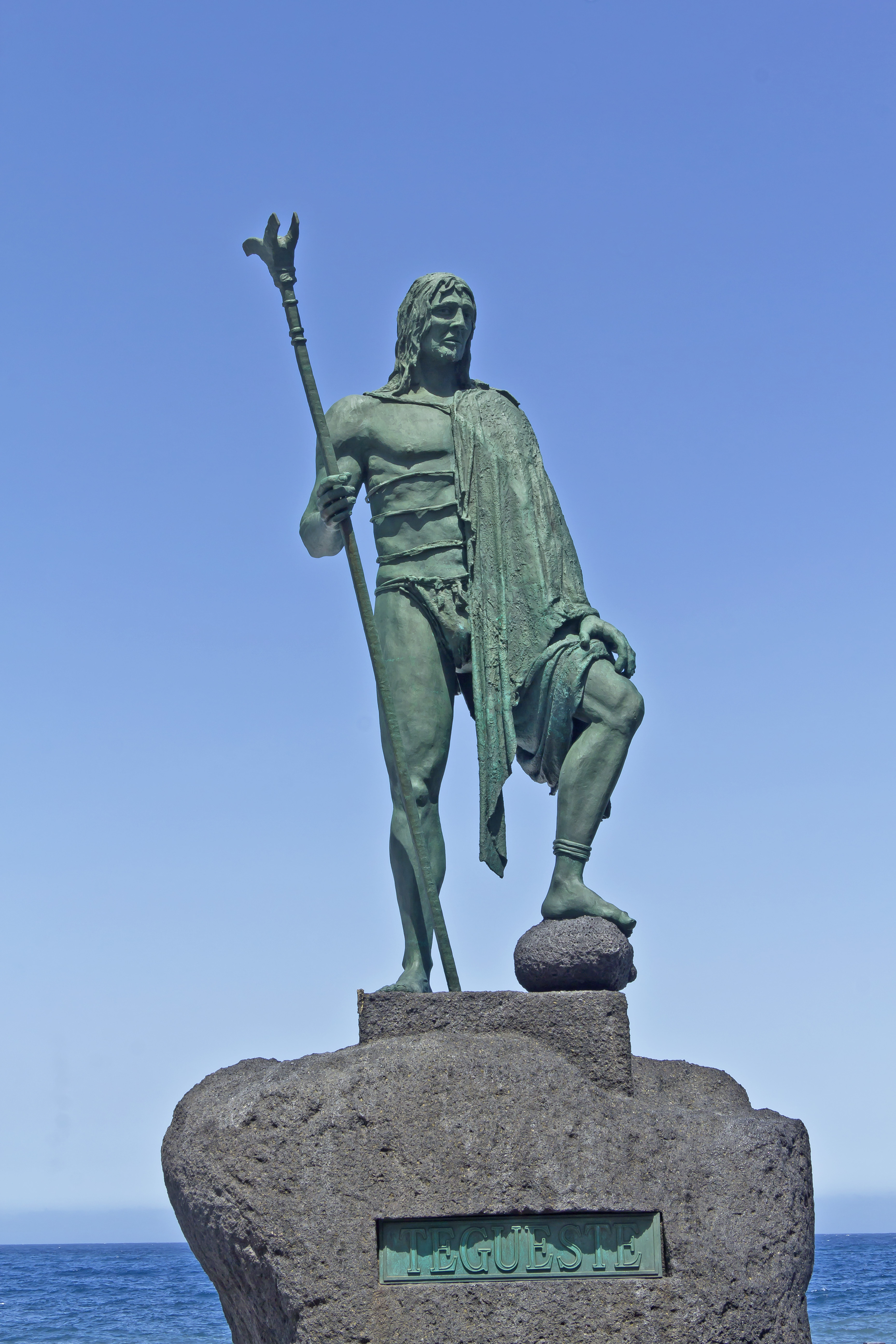
Representación idealizada de un mencey.
Estatua de Tegueste en la plaza de la Patrona de Canarias, Candelaria

Mencey era el término en lengua guanche con el que los aborígenes de Tenerife (Canarias) designaban al jefe o rey de una demarcación territorial o menceyato antes de la conquista de la isla por la Corona de Castilla en el siglo xv.

## Etimología
Los primeros historiadores que recogieron la voz aborigen mencey en sus obras, traducían el término simplemente como 'rey'. Así, el dominico Fray Alonso de Espinosa indica en varias partes de su obra que «el Rey se llamaba Mencey» o «Mencey, que es rey». Por su parte, el ingeniero Leonardo Torriani dice que los guanches tenían «un rey, a quien ellos llamaban Mencey», y Juan de Abréu Galindo igualmente que «al rey llamaban Mencey».
El filólogo e historiador Ignacio Reyes propone el significado más exacto de 'principal, primero, primate', desde una posible forma primitiva manzay al comparar el término con las lenguas bereberes.

## Características
Los menceyes eran la máxima autoridad de la jerarquizada sociedad guanche, ostentando el poder absoluto en lo civil, religioso y militar. Todo el territorio y sus recursos eran propiedad del mencey, que lo repartía entre la población en consideración a la categoría social y los servicios prestados.
La sucesión era fraternal, es decir, cuando un mencey moría heredaba su hermano, y así hasta que, acabada la línea lateral, volvía el cargo al hijo mayor del primer hermano. Cuando el mencey era elegido juraba ante el tagoror, asamblea formada por los nobles y ancianos. Durante la ceremonia el elegido besaba el hueso del más antiguo de su linaje guardado para este fin y luego, colocando el hueso sobre su cabeza, juraba diciendo: Agoñe yacoron yñatzakaña chacoñamet, que quería decir 'Juro por el hueso de aquel día en que te hiciste grande'.
Los menceyes mantenían la pureza de la sangre, casándose únicamente con la alta nobleza isleña, llegándose incluso a los matrimonios entre hermanos.

## Historia

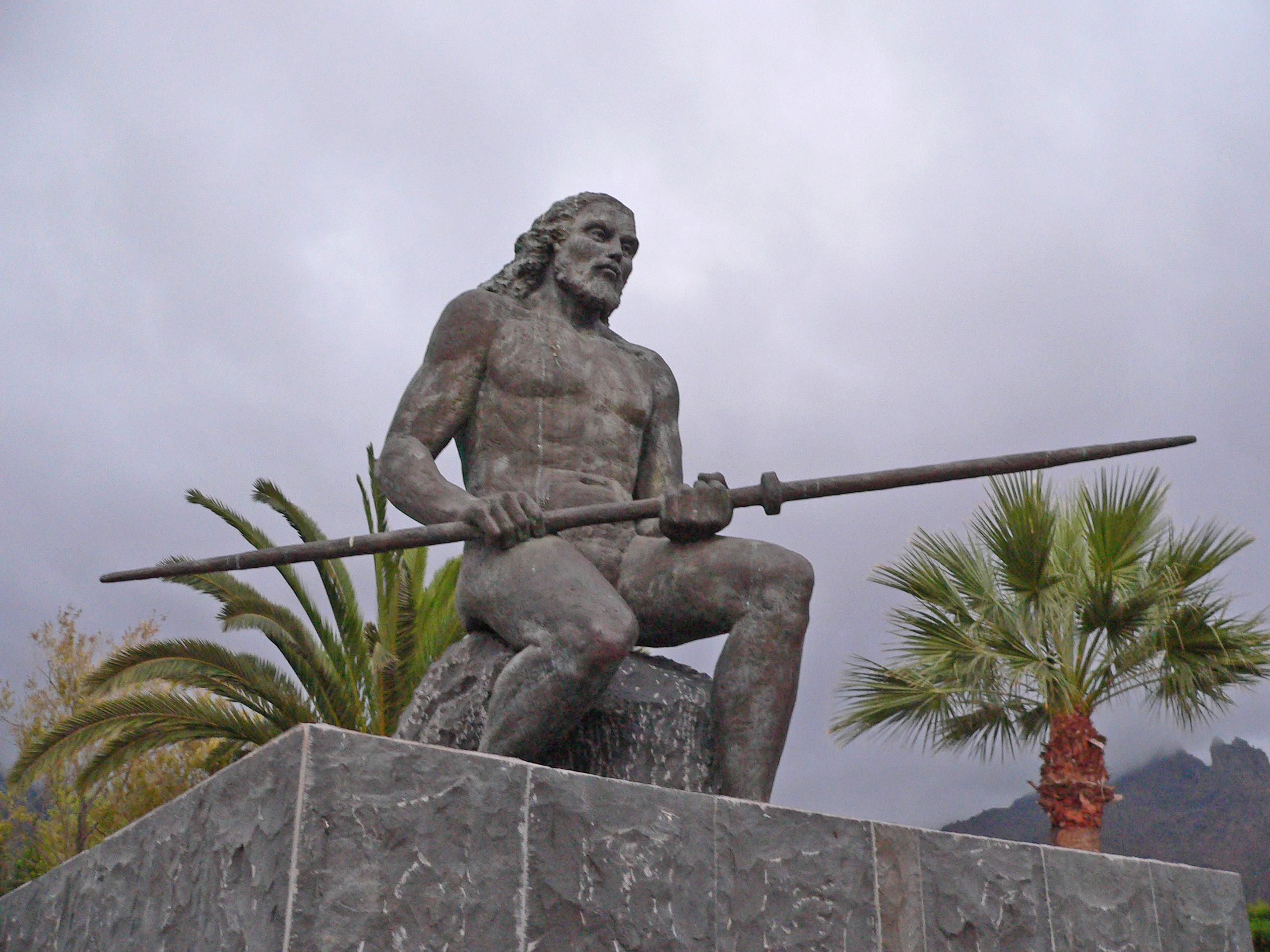
Estatua de Tinerfe el Grande en Adeje.

El doctor e historiador Juan Bethencourt Alfonso nombra en su Historia del pueblo guanche toda una dinastía anterior al último rey absoluto de Tenerife, Tinerfe, apodado el Grande, tomada de la tradición oral de la isla, aunque él mismo avisa de que son más legendarios que reales. Para él, el soberano más antiguo que se recuerda fue Archinife, que fue derrocado por el noble Ucanca, el cual fundó una nueva dinastía. Tras esto, y descendiente de este, llegó Binicherque, que casó con una princesa de Gran Canaria.
Siglos después apareció el belicoso Chíndia, que ocupó el poder después de derrotar a sus tíos. Muerto Chíndia, la isla se dividió entre su hermano Armeñime y su hijo Vinque, que murieron a la vez en batalla. Así quedó heredero Betzenuriga, si bien sus tíos Taburco, Naga y Góymar se coronaron por sus provincias de Teno, Anaga y Güímar, respectivamente. Betzenuriga derrotó a sus tíos, porque según Bethencourt Alfonso —citando al historiador Marín y Cubas— en 1347 era ya rey único de Tenerife. Le sucedió Titañe, que también disputó el poder con sus tíos. Su hijo, Sunta, derrotó a los hermanos de su padre, que se habían instaurado como reyes de sus territorios. A la muerte de Sunta lo sucedió su hijo Tinerfe, apodado el Grande, tras cuya muerte sus nueve hijos se dividieron la isla en otros tantos reinos.
Los nueve hijos del último mencey único de la isla fueron Acaymo, Atguaxoña, Atbitocazpe, Betzenuhya, Caconaimo, Chincanairo, Tegueste, Rumen y Beneharo. Los descendientes de estos menceyes eran los que gobernaban la isla en tiempos de la conquista, y sus nombres eran Añaterve, Adjoña, Pelinor, Bencomo, Romen, Pelicar, Tegueste, Acaimo y Beneharo.
Aunque se ha popularizado la idea de que los nueve menceyes de la conquista eran hijos directos de los nueve vástagos del último mencey único de la isla, los primeros historiadores indicaban que eran descendientes, no hijos. Se debe al historiador José de Viera y Clavijo en el siglo xviii esta concepción sobre las dinastías guanches.
En 1502, años después de dada por conquistada la isla, se reunificó el menceyato de Adeje bajo el mando del mencey Ichasagua.

## Los nombres de los menceyes
La onomástica de los menceyes ha sido muy controvertida en la historiografía canaria. Los primeros en tratar sobre la historia de Tenerife, como los frailes Alonso de Espinosa y Juan de Abreu Galindo o el ingeniero Leonardo Torriani, decían que en su época a finales del siglo xvi solo perduraban en la memoria de los descendientes de los guanches los nombres de los primeros menceyes de Abona (Atguaxoña), Adeje (Atbitocazpe), Güímar (Acaymo) y Taoro (Betzenuhya), considerándose por los historiadores modernos que el resto de nombres fueron inventados por el poeta Antonio de Viana y Juan Núñez de la Peña, quienes escribieron sus obras en 1604 y 1676, respectivamente.
Los únicos nombres corroborados por las fuentes contemporáneas de los hechos son los de Bencomo y Bentor, ambos padre e hijo y menceyes de Taoro durante la invasión castellana.